# Sima Liang

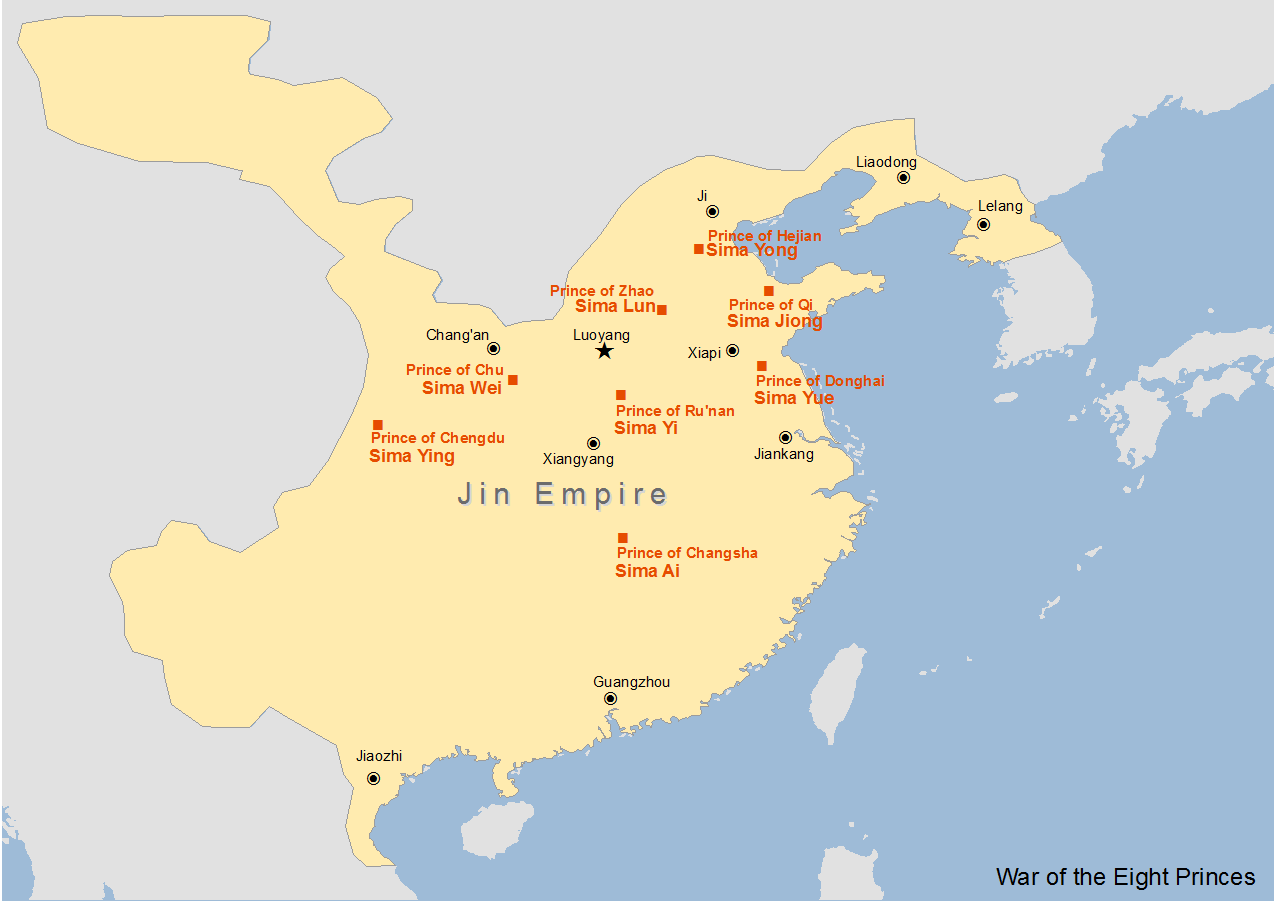
Kaart met de prinsdommen

Sima Liang (司馬亮) (†291) was prins van Ru'nan en een van de acht prinsen, die de rol van regent hadden tijdens de regering van de Chinese keizer Jin Huidi (290-307).

## Context
Sima Liang was een grootoom van de zwakzinnige keizer Jin Huidi (Sima Zhong in de stamboom). Hij kreeg de opdracht van keizer Sima Yan (265-290) om samen met Yang Jun het regentschap op te nemen, het begin van vijftien jaar intriges. Sima Wei, de halfbroer van keizer Huidi, benaderde de vrouw van Huidi, keizerin Jia Nanfeng, om zelf regent te worden.
Eindresultaat in 291 werden Yang jun, Sima Wei en Sima Liang geëxecuteerd.

## Stamboom

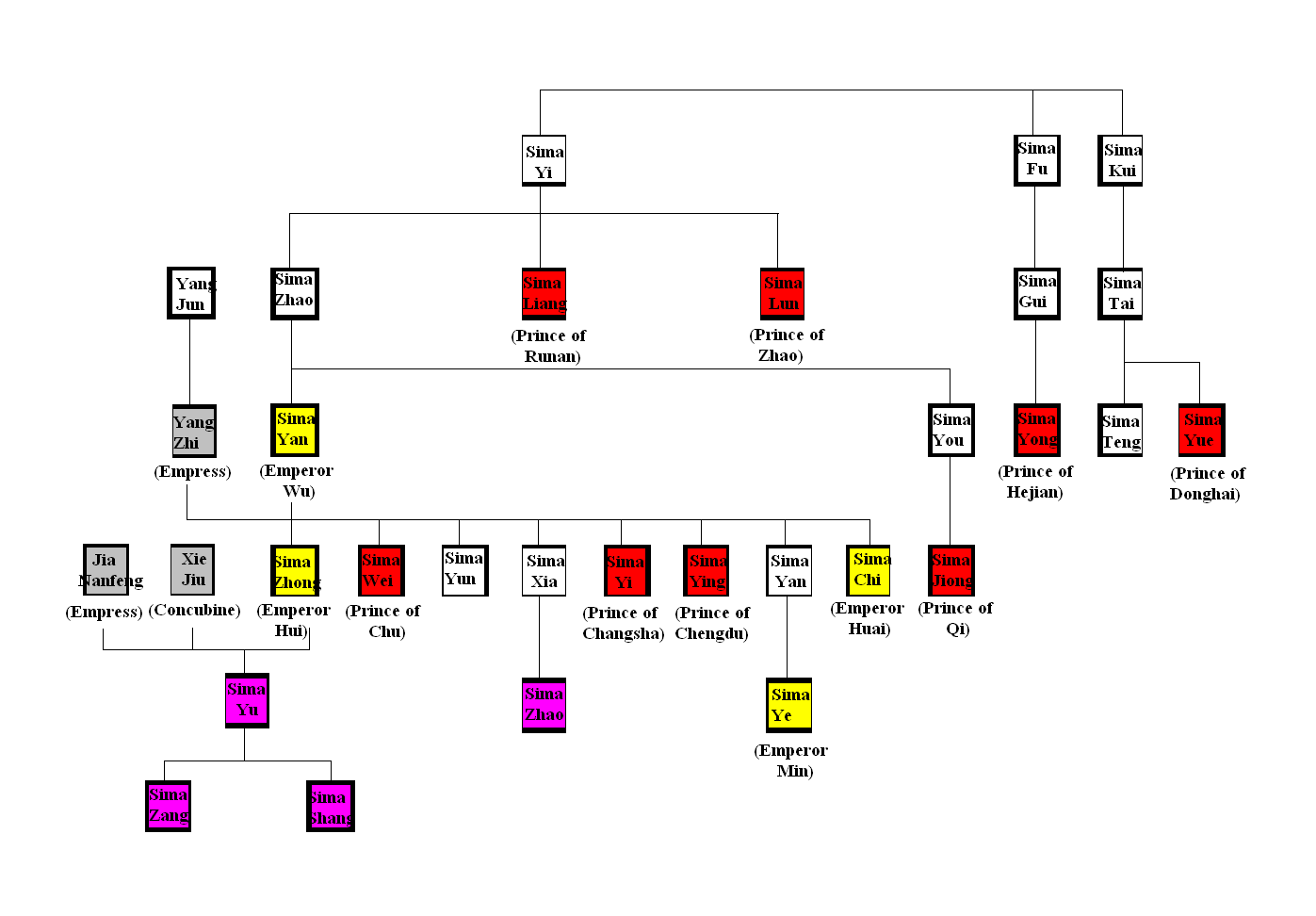
Stamboom van de 'Acht Prinsen' (rood), keizers (geel), kroonprinsen (paars) en clans van de keizerinnen (grijs).